# Norodom Szihamoní kambodzsai király
Norodom Szihamoní (Phnompen, 1953. május 14. –) Kambodzsa királya 2004 októberétől, miután apja, Norodom Szihanuk lemondott a trónról.

## Élete
Norodom Szihanuk királynak és hatodik feleségének, Monique-nak legidősebb fiaként született 1953-ban, Francia Kambodzsában, abban az évben, amikor az ország visszakapta függetlenségét Franciaországtól. Nevét szülei keresztnevének első két szótagjából kapta.
Apja 9 évesen Prágába küldte művészetet tanulni, ahol 1975-ben diplomázott balett-, zene- és színházművészeti szakon. Ezt követően Észak-Koreába ment, ahol filmművészetet tanult. Két év után tért vissza hazájába, ahol már tombolt a vörös khmerek terrorja. A királyi családdal együtt a palotában házi őrizetben élt a rezsim 1979-es bukásáig. Egy ideig apja titkáraként dolgozott, majd 1981-ben Párizsba költözött, ahol klasszikus táncot tanított, és Deva Balett néven saját tánccsoportot alapított. Együttesének koreográfiát írt, és két táncfilmet is forgatott.
1992-ben Kambodzsa állandó ENSZ-képviselőjévé nevezték ki, majd 1993-ban hazája UNESCO-nagykövete lett a francia fővárosban. Egészen 2004-ig állomáshelyén maradt, amikor is apja – megromlott egészségi állapotára hivatkozva – lemondott a trónról a javára. A tróntanács október 14-én – távollétében – választotta királlyá, koronázási ünnepségére pedig október 29-én került sor.

## Lásd még
- Kambodzsa uralkodóinak listája

| Előző uralkodó: Norodom Szihanuk | Kambodzsa királya 2004 – hivatalban | Következő uralkodó: – |